# コンセプシオン山
コンセプシオン山（スペイン語: Volcán Concepción）は、中央アメリカのニカラグアのニカラグア湖の中にあるオメテペ島に位置する2つの火山のうちの1つである。もう1つはマデラス山である。
コンセプシオン山はオメテペ島の北西部を形成する活発な成層火山である。1883年以来、コンセプシオン山は少なくとも25回噴火している。その最後の噴火は2010年3月9日に起きている。コンセプシオン山の噴火は中規模の爆発の頻繁さに特徴付けられる。活発な噴気孔は現在コンセプシオン山の山頂の火口のすぐ北にある。